# سانتياغو بيدرو كورتيس
سانتياغو بيدرو كورتيس (بالإسبانية: Santiago Pedro Cortés)‏ هو سياسي مكسيكي، ولد في 25 يوليو 1954 في ولاية واهاكا في المكسيك. حزبياً، نشط في Labor Party (Mexico) ‏. وقد انتخب عضو مجلس النواب المكسيك.